# Турако фіолетовий
Турако фіолетовий (Musophaga violacea) — вид птахів родини туракових (Musophagidae).

## Поширення
Вид поширений в Західній Африці від Сенегалу до Нігерії з ізольованою популяцією в Чаді та Центральноафриканській республіці. Мешкає у саванах та відкритих лісах.

## Опис

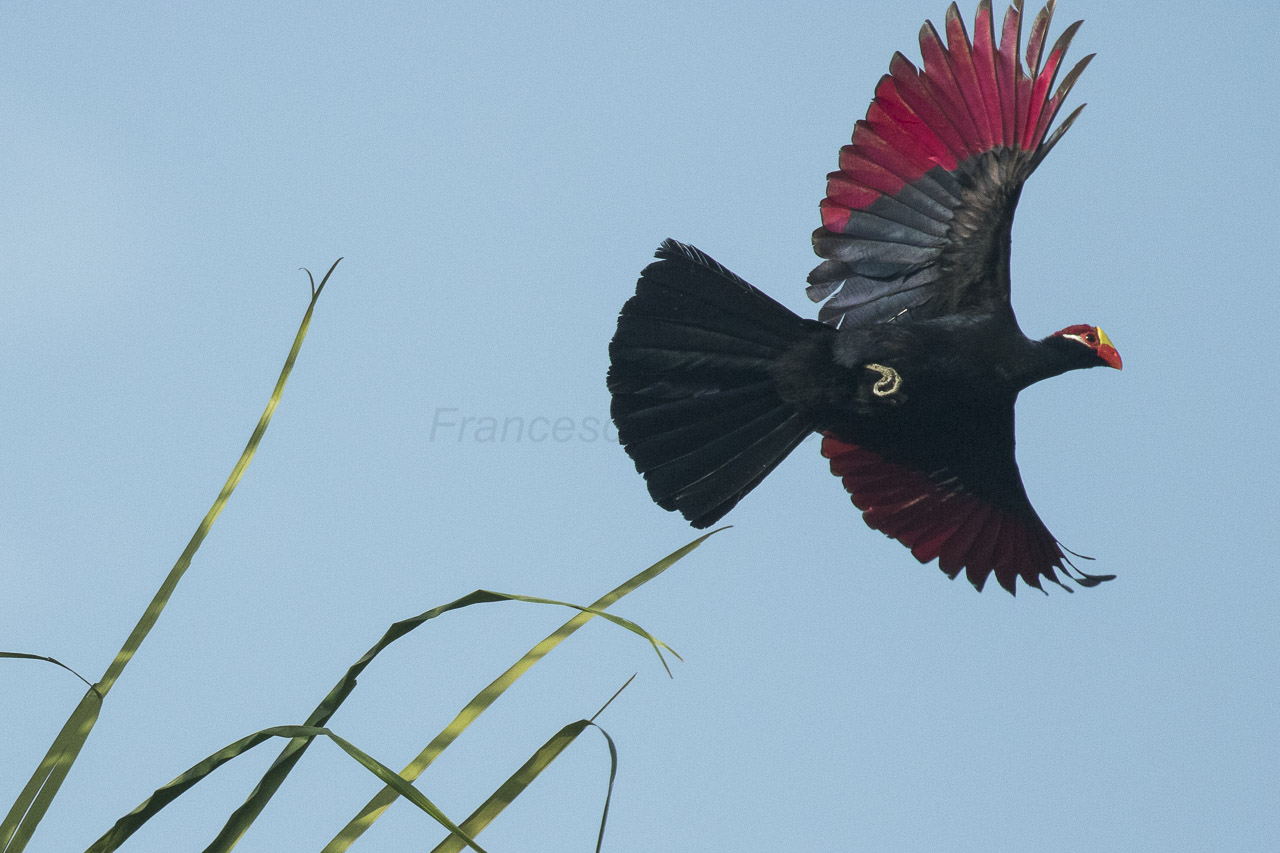
Турако фіолетовий в польоті

Великий птах, тіло разом з хвостом сягає до 48 см завдовжки. Вага близько 360 г. Оперення темно-фіолетове. На голові є коричневий чубчик і такого ж кольору махові пера на крилах. Навколо очей є червоні карункули, а вушна ділянка жовтого кольору. Дзьоб завдовжки до 4 см, товстий, яскраво-червоного кольору, на лобі плавно переходить у рогову пластину жовтого кольору. Крила круглі і короткі, призначені для короткочасного швидкого польоту, але не для довгих мандрівок. Махові пера знизу малинового кольору, різко контрастують з основним забарвленням під час польоту.

## Спосіб життя
Трапляється невеликими групами до 12 птахів. Проводить більшу частину свого часу серед гілок дерев, хоча може регулярно спускатися на землю, щоб попити. Живиться плодами, квітами, насінням. Сезон розмноження збігається з сезоном дощів. Гніздо будує серед гілок високого дерева. У кладці 2—3 яйця. Інкубація триває 25 днів. Насиджують обидва батьки.